# メレ・ミューレンステーン
メレ・ミューレンステーン（Melle Meulensteen, 1999年7月4日 - ）は、オランダ・ナイメーヘン出身のサッカー選手。UCサンプドリア所属。ポジションはDF。

## クラブ経歴
2014年にプレストン・ノースエンドFCの下部組織に加入するまで、マンチェスター・ユナイテッドFCの下部組織に在籍していた。2017年6月、プレストンでトップチームデビューを果たすと、2017-18シーズンはランカスター・シティFCにレンタルに出された。
2018年1月23日、RKCヴァールヴァイクと1年+2年延長オプション付きの契約を結んだ。3日後、ヨング・アヤックス戦でデビュー。
2022年6月30日、SBVフィテッセに4年契約で移籍した。
2024年7月25日、UCサンプドリアへ3年契約で移籍。

## 人物
ミューレンステーンの実父は、現役時代はオランダ国内で活躍し、監督としてはサー・アレックス・ファーガソンのアシスタントコーチを務めたレネ・ミューレンステーン。